# Смородине (локомотивне депо)
Локомоти́вне депо́ «Смородине» (ТЧ-8) — одне з 10 основних локомотивних депо Південної залізниці. Розташоване на однойменній станції.

## Історичні відомості
Засноване як паровозне у грудні 1877 року. З 1960-х років обслуговує тепловози.
Насьогодні обслуговує тепловози ТЕП70, ЧМЕ3.